# 클로로겐산
클로로겐산(영어: chlorogenic acid, CGA)은 카페인산과 퀸산의 에스테르결합으로 구성된 천연 화합물이다. 이것은 중요한 생합성 중간체이다. 클로로겐산은 리그닌 생합성에서 중요한 중간체이다. 산화 방지제로도 알려져 있으며, 식후 혈중 포도당의 방출을 느리게 할 수 있다. 이름에 "클로로"가 있지만, 클로로겐산은 염소를 포함하지 않는다. 이런 이름은 클로로겐산이 산화될 때 녹색이 되기 때문에, 그리스어 클로로스 χλωρός(밝은 녹색)와 -게노스 γένος( "상승"을 의미하는 접미사)에서 비롯되었다.

## 클로로겐산과커피
커피 로스터와 커피 화학자들 사이에 자주 언급되는 클로로겐산(Caffeoylquinic acids 또는 “CQAs”)은 커피 이외의 많은 식물에서도 찾을 수 있는 성분이다. Chlorogenic 그룹에 포함되는 산들은 매우 유사한 구조를 가지고 있으며, 카페산과 퀸산을 포함하는 에스테르 군을 구성한다. Chlorogenic 산 모두는 더 큰 범주인 페놀 산에 포함된다. 클로로겐 산은 건조된 생두의 질량을 기준으로 아라비카 커피의 경우 4-9%를 차지하며, 커피를 구성하는 모든 산들 가운데 가장 많은 비중이다.
클로로겐산은 로스팅 중 분해되는 것으로 알려져 있다. 2009년 American Chemical Society에 소개된 아래의 그래프에서 알 수 있는 것처럼 로스팅 시간이 길어짐에 따라 클로로겐산이 손실되는 과정을 확인할 수 있다. 실제로 한 보고서(Michael N. Clifford, 1979; Trugo & Macrae, 1984)에 따르면 로스팅한 시간과 온도에 따라 달라지긴 하지만 미디엄 로스팅에서 약 60%, 다크 로스팅에서 최대 100%에 가까운 손실이 관찰되었다. 다른 연구에서는 라이트 로스팅(12분 동안 230 & 250도)에서도 산지와 품종에 따라 다르긴 하지만 45-54%의 손실이 관찰되었다.
생두에 열이 가해지고 로스팅이 진행되면 이러한 과정에서 클로로겐산은 카페산 및 퀸산으로 분해된다. 따라서 커피의 맛에 있어서 클로로겐산의 실제 효과는 열이 가해지고 클로로겐산이 분해되면서 발생하는 카페산과 퀸산의 영향이라고 볼 수 있다. 물론 카페산과 퀸산 역시 거의 30여가지의 페놀, 카테콜 물질로 분해될 수 있다. 이러한 결과는 클로로겐산의 분해가 커피에 수없이 많은 반응을 발생시킬 수 있음을 의미한다.
클로로겐산은 모든 폴리페놀 성분과 마찬가지로 생물학적 항산화 물질로 알려져 있다. 커피의 항산화 효과는 여전히 연구되고 있는 분야이지만 클로로겐산 및 다른 폴리 페놀 물질은 과산화물의 손상 효과를 중화시키는 것으로 널리 알려져 있다. 이 때문에 커피의 성분인 클로로겐산이 연구되는 초점은 대부분 건강이라는 주제에 맞추어져 있다. 하지만 커피 로스터 혹은 커피 화학자로써 건강뿐 아니라 클로로겐산이 과연 커피의 맛에 영향을 주는가이다.
실제로 문헌상으로는 클로로겐산이 커피 추출이나 향미에 미치는 구체적인 영향에 관한 일치된 의견이 나온 것은 아니다. 여러 연구 결과에 따르면 클로로겐산이 포함된 정도에 따라 쓴 맛, 톡 쏘는 맛, 메탈릭한 맛을 일으키는 원인이 될 수 있다고도 한다(Farah, Monteiro, Calado, Franca, & Trugo, 2006; Ohiopehai, Brumen, & Clifford, 1982; Variyar, Ahmad, Bhat, Niyas, & Sharma, 2003). 그러나 위의 연구를 포함한 대부분의 논문에서 제시된 증거는 단지 "커피 추출에 따라 바뀔 수 있는 쉽게 인지할 수 있고, 불쾌하고 긴 여운을 가진 메탈릭한 맛이 있다" 정도의 결론이다. 따라서 비실험적인 관찰로 결론을 지은 클로로겐산의 커피의 맛에 대한 영향은 명확하게 증명된 것은 아니다.
대부분의 위의 연구 결과들이 클로로겐산이 항산화 물질임을 주목했지만 클로로겐산에 열이 가해져 분해되면서 발생하는 여러 성분들 사이의 연관성 그리고 그 성분들의 작용이 커피의 맛에 영향을 미치는지에 대해서는 아직 완벽한 고리를 찾지 못한 것이 사실이다. 현재 우리가 생각할 수 있는 명확한 사실은 단지 클로로겐산이 우리의 인체에 어느 정도 건강상의 이점이 있다는 정도이다. 사실 커피 로스팅 과정에서 일어나는 모든 화학적인 변화를 추적하는 것은 불가능하지만 그 불가능이 우리의 커피에 대한 열정과 호기심을 자극하는 자극제임은 분명하다.

## 명명법
클로로겐산의 탄소번호 순서는 모호할 수 있다. 퀸산 고리의 원자 번호 매기기 순서는 IUPAC 지침에 따라 1976년에 역전되어 3-CQA가 5-CQA로, 5-CQA가 3-CQA로 바뀌었다. 클로로겐산의 영문위키를 포함하여 중국어, 스페인어, 네덜란드어, 아랍어 등의 위키백과에서는 아직도 1976년 이전 명명법인 3-CQA를 사용하거나 3-CQA를 우선하여 5-CQA를 병기하고 있다. 독일어와 이탈리아어 위키백과는 탄소번호가 들어가는 명명법을 사용하지 않고 있으며, 일본어, 프랑스어, 포루트갈어 위키의 경우는 바뀐 명명법인 5-CQA를 사용하고 있다. 화합물의 명명법을 공식적으로 결정하는 단체인 IUPAC에서 결정한 내용이므로 클로로겐산의 공식 이름은 5-CQA로 부르도록 해야 한다. 5-CQA인 클로로겐산 외 클로로겐산류의 물질로 분류되는 다른 물질들의 경우에는 1976년 IUPAC 권장 사항조차도 일부 클로로겐산에 적용할 때 완전히 분류되지 않는 경우도 있어 IUPAC 내부에서 추가적인 논의를 진행하기도 한다.